# Auspicantibus Nobis
Auspicantibus Nobis (en español, Presagiando para nosotros) es una constitución apostólica de Pío XI, promulgada el 6 de enero de 1929. Con ella convoca el jubileo extraordinario del año 1929, con motivo del 50.º aniversario de su ordenación sacerdotal, que había recibido el 20 de diciembre de 1879.

## Jubileo extraordinario del año 1929
Auspicantibus Nobis singulari Dei beneficio annum a suscepto sacerdotio quinquagesimum, communi omnium Patri nihil fuit, nihil esse poterat optatius, quam ut una Nobiscum filii universi, coniunctis animis precibusque, Deo grates ageren.
Comenzando, por una gracia muy particular de Dios, el quincuagésimo año de sacerdocio, nada podría haber sido más grato para Nosotros, Padre común de todos los fieles, que ver a todos Nuestros hijos unirse a nosotros con el corazón y con la oración de agradecimiento.
Inicio de la constitución apostólica

Tras esas primeras palabras el papa muestra su alegría y agradecimiento al comprobar la unidad de todos en la oración y acción de gracias por su ordenación. Aprovecha así la oportunidad para hacer partícipes a todos los fieles de los beneficios divinos convoca -tal como hizo León XIII- un Año Santo extraordinario en forma de Jubileo. Recuerda que la finalidad del jubileo es el aumento de la fe en todos y la orientación de las costumbres a la ley evangélica; siendo la ocasión de esta año santo el aniversario de la ordenación, que supone también una advertencia para que los que han sido elevados al sacerdocio dirijan toda su vida a su alta misión. .
En la parte dispositiva la constitución  las condiciones que han de cumplirse para ganar la indulgencia plenaria del jubileo, concretando esas condiciones para los que viven en la diócesis de Roma o fuera de Roma.
Los que viven en la diócesis de Roma han de visitar dos veces las basílicas de Letrán, Vaticano y Santa María la Mayor, rezando por las intenciones del papa, y en general por la conversión de los pecadores, por la erradicación de herejías y cismas, por la paz y concordia de los príncipes cristianos.  No obstante cuando la distancia lo dificulte pueden realizar esas visitas, con autorización del confesor, a una parroquia u oratorio público donde habitualmente se celebre la misa.  Además,
- Deberán ayunar dos días distintos de los ya previstos en el  Código de Derecho Canónico.[3]
- Harán una santa confesión, distinta de la pascual; e igualmente una Santa Comunión, además de la Pascua.
- Prodigarán algunas limosnas, según sus propios medios y el consejo del confesor, destinándolas a alguna obra piadosa; Recomendándose especialmente la Obra de Propagación y Preservación de la Fe.

Fuera de la diócesis de Roma esas dos visitas deben hacerlas en las tres iglesias designadas por el Obispo.
Tanto en Roma como fuera de Roma, si las visitas se hacen en procesión guiados por un sacerdote designado poe el Ordinario, este puede reducir el número de visitas.
Los confesores podrán dispensar a los fieles de algunas de estas obras, sustituyéndolas por otras, si hay una causa justa que le impide realizar las obras previstas.
El papa otorga, por todo el tiempo del jubileo, a todos los sacerdotes la facultad de absolver a los penitentes, de todos los casos reservados , con censura o sin ella, con excepción de los reservados de modo especial al sumo pontífice.